# Украинка (Приморский край)
Украи́нка — село в Пограничном районе Приморского края России. Входит в состав Сергеевского сельского поселения.

## История
Село основано 1 мая 1941 года переселенцами из Каменец-Подольской области. Был образован колхоз «Красный пахарь», основными направлениями которого были растениеводство и животноводство. В 1960 году колхозы «Красный пахарь» и «Сталинский путь» были объединены в совхоз «Сергеевский». В 1964 году указом президиума Президиума Верховного Совета РСФСР село Первомайское было переименовано в Украинку.

## Население
| 2002 | 2010 |
| ---- | ---- |
| 184  | ↘127 |

## Улицы
- пер. Молодёжный,
- ул. Первомайская,
- ул. Центральная,
- ул. Школьная.

## Инфраструктура
В селе имеется сельский клуб, фельдшерско-акушерский пункт, магазин, 2 фермерских хозяйства.